# Плоссиг

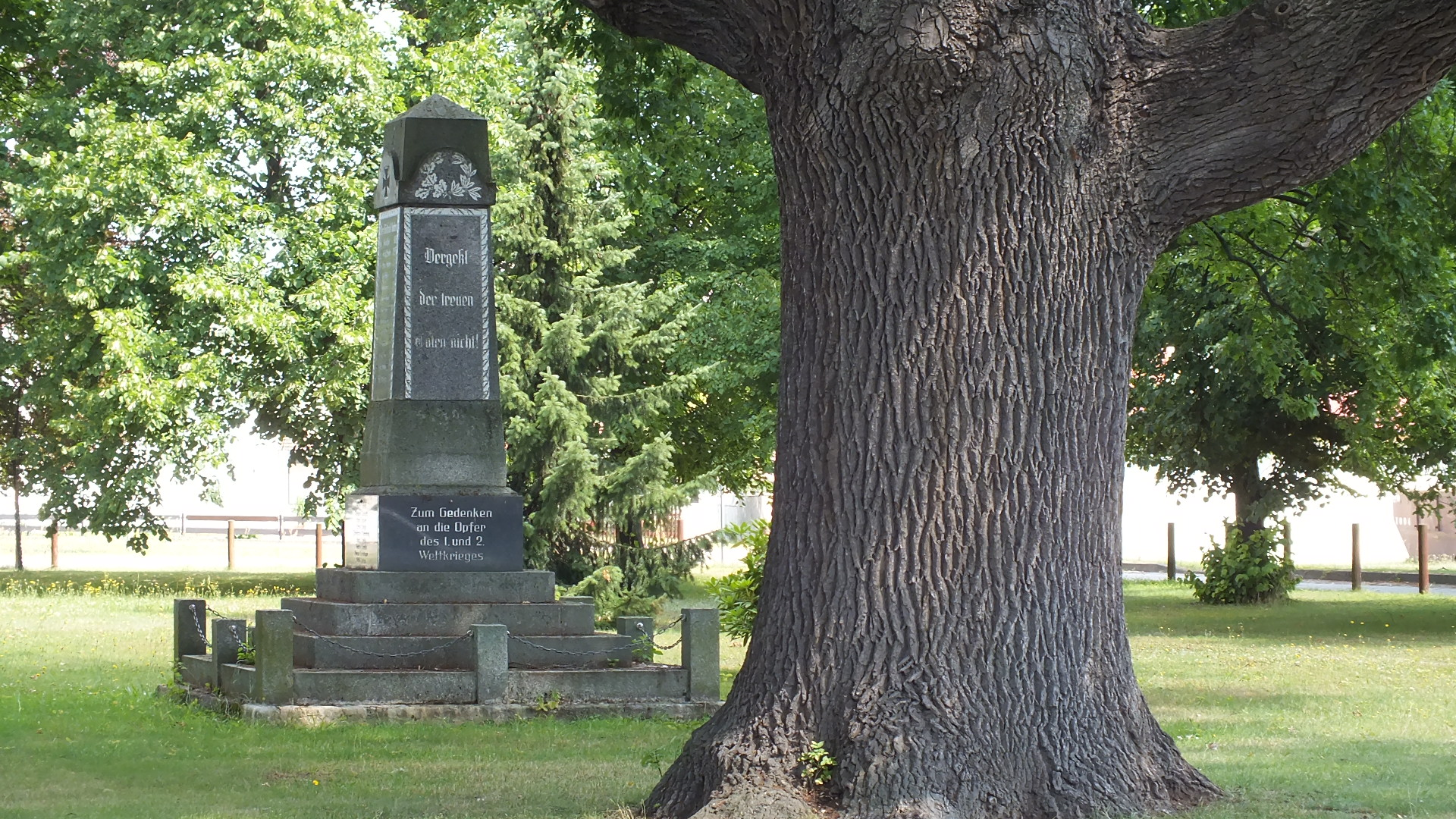
Памятник жертвам войны

Плоссиг (нем. Plossig) — деревня в Германии, в земле Саксония-Анхальт. Входит в состав города Аннабург района Виттенберг.
Впервые упоминается в 1339 году как Плоск.
Ранее деревня Плоссиг имела статус общины (коммуны). Подчинялась управлению Аннабург-Преттин. Население составляло 264 человека (на 31 декабря 2006 года). Занимала площадь 11,12 км². 1 января 2011 года вошла в состав города Аннабург.

## Достопримечательности
- Евангелическая церковь
- Памятник жертвам войны